# الدائري (الظهار)

تعديل مصدري - تعديل

الدائري محلة تابعة لقرية صل، التابعة لعزلة ثواب الاسفل بمديرية الظهار إحدى مديريات محافظة إب في الجمهورية اليمنية.، بلغ تعداد سكانها 436 حسب تعداد اليمن لعام 2004.